# Rainer Stuchlik
Rainer Stuchlik, auch Rainhard Stuchlik (* 19. Oktober 1929 in Hostinné (Arnau), Okres Trutnov, Tschechoslowakei; † 11. Februar 2006 in Stralsund) war ein deutscher Maler und Grafiker.

## Leben und Werk
Stuchlik absolvierte an der Kunstfachschule Gablonz eine Ausbildung zum Lithografen. 1946 kam er mit seiner Familie im Zuge der Aussiedlung der Sudetendeutschen in die Sowjetische Besatzungszone.
Von 1950 bis 1956 studierte er bei Max Schwimmer und Elisabeth Voigt an der Hochschule für Grafik und Buchkunst in Leipzig. Elisabeth Voigt war seine wichtigste Lehrerin. Bei ihr lernte er Zeichnen, Aquarellieren, Radieren und Lithographieren. Sein Diplom erwarb Stuchlik mit Auszeichnung. Er war danach in Leipzig, Potsdam und zuletzt in Zepernick als freischaffender Maler, Grafiker und Illustrator tätig, bis 1990 als Mitglied des Verbandes Bildender Künstler der DDR. In seiner Leipziger Zeit leitete er u. a. einen volkskünstlerischen Zirkel in Zwickau, zu dessen Teilnehmern Josef Richter gehörte.
Stuchlik war vor allem Aquarellist, schuf aber auch Druckgrafiken und Zeichnungen. Ab 1960 widmete er sich der Entwicklung neuer Techniken für die künstlerische Gestaltung von Außenwänden.
Ab 1977 hatte Stuchlik einen zweiten Wohnsitz im mecklenburgischen Bolz bei Mustin, wo er sich ein altes norddeutsches Bauernhaus auf dem sogenannten Rosinenberg ausbaute. 1992 eröffnete er dort, in einer landschaftlich schönen und inspirierenden Gegend, eine eigene Sommergalerie.
Stuchlik unternahm eine Vielzahl von Studienreisen. „Waren es früher die Landschaften im Osten, zwischen Karpaten und Kaukasus, so durchreiste er nach der ‚Wende‘ mit einem bald legendären Kastenwagen das eher westliche Europa, Skandinavien bis hoch zum Nordkap, um das Licht zu erleben, das nordische Licht. Und gen Süden, nach Sizilien, da wäre er im verregneten Winter fast erfroren, hätte ein Schmied ihn nicht sich aufwärmen lassen und ihm geholfen, das Auto zu reparieren. Und dann übers Mittelmeer, nach Malta, ja: über Spanien bis nach Nordafrika, nach Marokko. Und schließlich Frankreich: Bretagne, Normandie und die Provence […]“ Seine letzte Reise ging 2004 in die Provence.
In den letzten Jahren beeinträchtigte eine Schüttellähmung zunehmend seine künstlerische Arbeit.
Stuchlik war mit Dagmar Stuchlik verheiratet. Enge freundschaftliche Beziehungen unterhielt er zu dem Bützower Maler Wolfgang Severin-Iben (* 1949).

## Werke (Auswahl)

### Druckgrafik
- Marzahna (Lithografie, 1971)[3]
- Die Bernau (Grafikzyklus, 1961)

### Zeichnungen
- Illustrationen zu Johannes R. Becher Nachtigall will zum Vater fliegen (1958) u. a.[4][5]

## Ausstellungen (unvollständig)

### Einzelausstellungen
- 1978: Potsdam, Galerie des VEB Umweltgestaltung und Bildende Kunst (Aquarelle, Zeichnungen, Grafik)

#### Postum
- 2011: Ratzeburg, Haus Mecklenburg („Inspirationen aus Mecklenburg. Aquarelle und Grafiken“)
- 2015: Ahrenshoop, Galerie im Dornenhaus (Malerei)
- 2016: Bolz, Galerie Stuchlik („Intime Briefe“)[6]

### Teilnahme an zentralen und wichtigen regionalen Ausstellungen in der DDR
- 1956: Leipzig, Bezirkskunstausstellung
- 1958/1959 und 1972/1973. Dresden, Vierte Deutsche Kunstausstellung und VII. Kunstausstellung der DDR
- 1971: Berlin, Altes Museum („Das Antlitz der Arbeiterklasse in der bildenden Kunst der DDR“)
- 1974: Potsdam, Bezirkskunstausstellung
- 1979 und 1985: Frankfurt/Oder, Bezirkskunstausstellungen
- 1985: Potsdam, Kunstausstellung Potsdam